# Vrachtuitwisseling
Vrachtuitwisseling wordt toegepast in het professioneel goederenvervoer. Ongeveer 1 op de 3 vrachtauto's en 1 op de 2 koeriersdiensten rijdt leeg terug nadat een vracht gelost is. Het uitwisselen van vrachten kan zorgen voor een beter rendement. 
Vrachtuitwisseling is ontstaan vanuit watervervoer. Binnen deze sector kent men al langer de term vrachtbeurs en de voorloper hiervan, de beurtvaart.
In tegenstelling tot wat sommigen denken, is vrachtuitwisseling niet het weggeven van klanten aan de concurrent, maar een degelijke vorm van samenwerking tussen transportbedrijven onderling om zo tot een betere beladingsgraad van voertuigen en een betere benutting van personeel te komen. Uiteindelijk zullen er op deze manier binnen de transportsector veel minder kilometers gereden worden, wat niet alleen een financieel voordeel oplevert, maar ook zeker goed is voor het milieu. 
Naast vaak wat kleinschaligere initiatieven van transportondernemers zijn er ook bedrijven die zich primair met deze uitwisselingen bezighouden. Deze bedrijven richten zich puur op het verlenen van diensten om uitwisseling op grote schaal, tussen zeer veel bedrijven uit vele landen mogelijk te maken. Vandaag de dag zijn dit vaak internetdiensten (websites) waar bedrijven zich aan kunnen melden om deel te nemen binnen bepaalde uitwisselingsgroepen. 